# Österrike i olympiska vinterspelen 1992
Österrike deltog i olympiska vinterspelen 1992. Österrikes trupp bestod av 58 idrottare varav 45 män och 13 kvinnor. Den yngsta av Österrikes deltagare var Martin Höllwarth (17 år och 302 dagar) och den äldsta var Alfred Eder (38 år och 54 dagar).

## Medaljer

### Guld
- Alpin skidåkning
  - Störtlopp herrar: Patrick Ortlieb
  - Slalom damer: Petra Kronberger
  - Kombinerad damer: Petra Kronberger
- Bob
  - Fyra-manna: Ingo Appelt, Harald Winkler, Gerhard Haidacher och Thomas Schroll

- Rodel
  - Singel damer: Doris Neuner

- Backhoppning
  - Normal backe: Ernst Vettori

### Silver
- Alpin skidåkning
  - Storslalom damer: Petra Kronberger
  - Kombinerad damer: Petra Kronberger

- Rodel
  - Singel damer: Angelika Neuner
  - Singel herrar: Markus Prock

- Backhoppning
  - Normal backe: Martin Höllwarth
  - Stora backen: Martin Höllwarth
  - Lag: Martin Höllwarth, Heinz Kuttin, Andreas Felder och Ernst Vettori

### Brons
- Alpin skidåkning
  - Störtlopp herrar: Günther Mader
  - Slalom herrar: Michael Tritscher
  - Störtlopp damer: Veronika Stallmaier-Wallinger

- Rodel
  - Singel herrar: Markus Schmidt

- Nordisk kombination
  - Individuell herrar: Klaus Sulzenbacher
  - Lag herrar: Klaus Ofner, Stefan Kreiner och Klaus Sulzenbacher

- Backhoppning
  - Stora backen: Heinz Kuttin

- Hastighetsåkning på skridskor
  - 3 000 m damer: Emese Hunyady